# L'Alizé
L'Alizé is de tweede single van de Franse zangeres Alizée, die uitkwam in december 2000. Op de single CD van L'Alizé staat het liedje en de instrumentale versie. Later zijn er nog 4 remix-edities van verschenen. Net als haar eerste single Moi... Lolita is ook deze single gemaakt in samenwerking met Mylène Farmer en Laurent Boutonnat. L'Alizé is ook het Franse woord voor passaatwind.